# Kreissparkasse Mayen
Die Kreissparkasse Mayen ist eine rheinland-pfälzische Sparkasse mit Sitz in Mayen. Sie ist eine Anstalt des öffentlichen Rechts und wurde am 13. Dezember 1856 gegründet.

## Organisationsstruktur
Das Geschäftsgebiet der Kreissparkasse Mayen umfasst den ehemaligen Landkreis Mayen, der heute Teil des Landkreises Mayen-Koblenz ist. Träger der Sparkasse ist der Landkreis Mayen-Koblenz. Rechtsgrundlagen sind das Sparkassengesetz für Rheinland-Pfalz und die Satzung der Sparkasse. Organe der Sparkasse sind der Verwaltungsrat und der Vorstand.
Die Kreissparkasse Mayen ist Mitglied des Sparkassenverbandes Rheinland-Pfalz und über diesen auch im Deutschen Sparkassen- und Giroverband.

## Geschäftszahlen
Die Kreissparkasse Mayen wies im Geschäftsjahr 2023 eine Bilanzsumme von 2,578 Mrd. Euro aus und verfügte über Kundeneinlagen von 2,019 Mrd. Euro. Gemäß der Sparkassenrangliste 2023 liegt sie nach Bilanzsumme auf Rang 194. Sie unterhält 24 Filialen/Selbstbedienungsstandorte und beschäftigt 377 Mitarbeiter.

## Sparkassen-Finanzgruppe
Die Kreissparkasse Mayen ist Teil der Sparkassen-Finanzgruppe und gehört damit auch ihrem Haftungsverbund an. Er sichert den Bestand der Institute und sorgt dafür, dass sie auch im Fall der Insolvenz einzelner Sparkassen alle Verbindlichkeiten erfüllen können. Die Sparkasse vermittelt Bausparverträge der regionalen Landesbausparkasse, offene Investmentfonds der Deka und Versicherungen der Provinzial Rheinland. Im Bereich des Leasing arbeitet die Kreissparkasse Mayen mit der  Deutschen Leasing zusammen. Die Funktion der Sparkassenzentralbank nimmt die Landesbank Baden-Württemberg wahr.

## Geschichte
Nach dem Erlass der Verordnung über die "Errichtung von Kreis-Sparkassen" vom 15. August 1854 beschloss der Kreistag am 30. Oktober 1854 die Errichtung der Kreissparkasse Mayen. Es dauerte aber bis zum 13. Dezember 1856, bis das Statut der Kasse unterschrieben werden konnte. Am 1. Januar 1858 nahm die Sparkasse ihren Betrieb auf. Die Sparkasse wuchs schnell, denn während sie 1859 über Spareinlagen von 5833 Talern verfügte, waren es 1866 bereits 16.000 Taler und 1876 1,1 Millionen Mark. 1896 wurden Annahmestellen in 11 Orten des Kreises geschaffen. Grund war die neu gegründete städtische Sparkasse Mayen. Am Beginn des Ersten Weltkriegs waren die Spareinlagen auf 14 Millionen Mark angewachsen. Die Zeichnung von Kriegsanleihen, die Hyperinflation und die Deutsche Bankenkrise setzten der Sparkasse deutlich zu. Während der Deutsche Bankenkrise konnte die Sparkasse zeitweise ihren Verpflichtungen nicht nachkommen. In der Zeit des Nationalsozialismus war die Sparkasse in das System der NS-Wirtschaft eingebunden. Nach dem Krieg betrug die Bilanzsumme 96 Millionen RM, die nach der Währungsreform 1948 auf 8 Millionen DM reduziert wurde. Die Sparkasse begann in der Wirtschaftswunderzeit das Filialnetz auszubauen, sodass dieses bis 1975 auf 48 Filialen angewachsen ist. Zum 1. Januar 1977 mussten davon aufgrund der Gebietsreform 7 Filialen an die Kreissparkasse Ahrweiler und 2 Filialen an die Kreissparkasse Daun übertragen werden.